# (1603) Neva
(1603) Neva – planetoida z pasa głównego asteroid okrążająca Słońce w ciągu 4 lat i 211 dni w średniej odległości 2,76 au. Została odkryta 4 listopada 1926 roku w Obserwatorium Simejiz na górze Koszka na Półwyspie Krymskim przez Grigorija Nieujmina. Nazwa planetoidy pochodzi od Newy, rzeki w Rosji. Przed nadaniem nazwy planetoida nosiła oznaczenie tymczasowe (1603) 1926 VH.